# آورا استرالیس (یخ‌شکن)
آورا استرالیس (یخ‌شکن) (به انگلیسی: Aurora Australis (icebreaker)) یک کشتی است که طول آن ۹۴٫۹۱ متر (۳۱۱٫۴ فوت) می‌باشد. این کشتی در سال ۱۹۸۹ ساخته شد.